# 伊那バス本社営業所
伊那バス本社営業所（いなバスほんしゃえいぎょうしょ）は、長野県伊那市にある伊那バスの営業所。

## 本社車庫（営業所）
2階事務所が、仮眠・浴場施設になっている。また、給油所、洗車場、車内トイレ排泄設備もある。
中央高速バス　駒ヶ根車庫発新宿行、中央高速バス　飯田駅前発新宿行、中央高速バス　飯田駅前発立川駅・昭島駅・拝島営業所行、長野行き　みすずハイウェイバス、高速バス 横浜行き(ベイブリッジ号)を除き、高速車両は全て本社営業所の担当になる。

## 受持区域

### 定期
- 箕輪・伊那市・駒ヶ根市⇔名古屋（名鉄バスセンター）（名鉄バス・信南交通と共同運行）
- アルペン伊那号（信南交通・阪急バスと共同運行）1往復（夕方発　翌朝戻り　午後着　信南交互運転）
  - 箕輪 - 箕輪町役場入口 - 伊北IC前 - 中央道箕輪 - 伊那IC前 - 伊那市 - 沢渡 - 宮田 - 駒ヶ根市 - 駒ヶ根IC - 飯島 - 松川 - 高森 - 上飯田 - 駒場 ⇔ 京都深草 - 高速長岡京 - 名神高槻 - 名神茨木 - 千里ニュータウン - 新大阪 - 大阪（阪急梅田駅）

### 続行車、二台運行便
- 箕輪・伊那市・駒ヶ根市⇔名古屋（名鉄バスセンター）（名鉄バス・信南交通と共同運行）
- アルペン伊那号　箕輪・伊那⇔大阪（阪急梅田バスターミナル）1往復

朝発　その日の夕方戻り　夜着　阪急応援便
- 中央高速バス 伊那線、飯田線 バスタ新宿行

多客期は、貸切車両が応援に入る
- みすずハイウェイバス 飯田⇔長野県庁

善光寺御開帳のみ、続行車に当てられる場合がある。
- ベイブリッジ号　飯田・駒ヶ根・伊那市⇔横浜駅東口（東口バスターミナル）

## 乗り入れ会社
待泊会社
- 信南交通
- 阪急バス

### 路線バス
基本的に中扉前降り方式を採用している。
また、JRバス関東中央道支店発行の乗車回数券が共同利用可能。

#### 路線バス受け持ち区域
- 西箕輪線
- 若宮・美原・手良・福島線　さわやか号
- 伊那市街地循環バス（イーナちゃんバス）
- 伊那市地区循環バス　各線
- 南箕輪村地区循環バス　まっくん号（委託）
- 箕輪町地区循環バス　みのちゃん号（委託）

## 貸切バス
バスガイドなどの配置もあり、定期用の車両で貸切業務を行っている場合がある。
また多客期は、車掌（貸切車はワンマン装置を持っていない）が乗務し、乗車券販売・車内精算など補助につく。